# ハイデン・コヴァル
ハイデン・コヴァル（英: Hayden Koval、1997年3月8日 - ）は、バスケットボール選手。
アメリカ合衆国・テキサス州プロスパー出身。ポジションはセンター。B3リーグ・東京ユナイテッドバスケットボールクラブ所属。
登録名は「ハイデン」だが、発音は「ヘイデン」の方が正しい。

## 大学時代

### アーカンソー中央大学（2017-20）
2017-18シーズン、アーカンソー中央大学でフレッシュマンとして活躍。34試合中30試合に先発。平均8.7得点、5.3リバウンドを記録し、105ブロックショットで学校記録を更新。ヒューストン・バプティスト戦ではキャリア最高の17得点、10リバウンド、11ブロックを記録し、学校史上3度目のトリプルダブルを達成。
フレッシュマンオブザイヤーに選ばれた。
2018-19シーズン、アーカンソー中央大学で全33試合に先発し、平均12.5得点、6.3リバウンド、2.2ブロックを記録。ブロックショットのキャリア記録を更新し、39本の3ポイントシュートを成功させ、全体で47.8%のシュート成功率を記録。シーズンハイ22得点、13リバウンド、8ブロックを記録し、SLC All-Academic チーム、SLC All-Defensive チームに選ばれた。
学業成績でも優秀で、Google Cloud Academic All-Districtチームに選ばれた。
2019-20シーズンは全31試合に出場し、平均12.2得点、チーム最多の7.6リバウンド、3.1ブロックを記録。ブロック数はサウスランド・カンファレンス（SLC）で1位、NCAA全体でも4位。キャリアハイの23得点（ヒューストン・バプティスト戦）、14リバウンド（SEルイジアナ戦）、8アシスト（カル・バプティスト戦）を記録し、3ポイントシュートも31本成功させました。また、25試合で2桁のブロックを記録した。

### UNCG（2020-21）
2020-21シーズン、ノースカロライナ大学グリーンズボロ校(UNCG)に転校。19.7分、7.1得点を記録。ブロックショットではサザン・カンファレンス(SoCon)で1位、全国26位で2.2本/試合。65ブロックは11位。キャリア通算337ブロックはNCAA歴代48位。Winthrop戦でキャリアハイの17得点、シーズンベスト8リバウンドはVMI戦で記録。3ポイントシュートも26本成功させた。

### シンシナティ大学（2021-22）
2021-22シーズン、NCAA COVID-19 Waiverという特例措置でもう一年プレイすることができ、シンシナティ大学に転校。33試合に出場し、12.1分のプレイ時間で平均3.1得点、3.0リバウンドを記録。特にジョージア戦では重要な3ポイントシュートを決め、アーカンソー戦でも2本の3ポイントを成功させた。ウィチタ戦ではシーズンハイの13得点を記録し、エバンズビル戦ではブロックショットを3本決めた。
大学での通算363ブロックは歴代45位タイとなる。この数字はNBAで3回のブロック王となったディケンベ・ムトンボの354を上回っている。

## プロキャリア

### BKイスクラ・スヴィット/スロバキア・リーグ（2022-23）
2022-23シーズン、スロバキア・リーグのBKイスクラ・スヴィットと契約した。
35試合に出場し、平均14.1得点、8.9リバウンド、2.8ブロックシュートを記録した。

### しながわシティ/B3（2023-25）
2023-24シーズン、しながわシティと契約した。
2024年2月11日のヴィアティン三重戦で、12得点＆9リバウンド＆9ブロックシュートを記録し79-73の勝利に貢献した。
B3.LEAGUE 2023-2024 Season ブロック王（3.10）を歴代最高記録（B1＆B2含む）で獲得した。
尚、9ブロックシュートはB1およびB2含めて1試合における歴代最多記録となる。

2024-25シーズン、2024年10月13日の徳島ガンバロウズ戦に自身の持つB3リーグ歴代最多の1試合9ブロックシュートを再び記録した。
2024年10月17日の金沢武士団戦にてキャリアハイの32得点を記録。
2024年10月25日の東京八王子ビートレインズ戦にてBキャリア通算の200ブロックを達成。
2024年11月21日のさいたまブロンコス戦にてキャリアハイの26リバウンドを記録。
2025年2月15日の徳島戦にてBキャリア通算の1,000得点を達成。
2025年3月9日の立川ダイス戦にてBキャリア通算の300ブロックを達成。
B3.LEAGUE 2024-2025 Season ブロック王（3.33）を二年連続で獲得した。また昨年度に自身が記録した歴代最高記録3.10を更新となる。13.13得点と10.04リバウンドのシーズンダブルダブルを記録した。

### 東京ユナイテッドバスケットボールクラブ/B3（2025-）
2025-26シーズン、東京ユナイテッドバスケットボールクラブと契約した。

## 受賞
- B3.LEAGUE 2024-2025 Season ブロック王（3.33）
- B3.LEAGUE 2023-2024 Season ブロック王（3.10）[15]

## 人物

### プレイスタイル
オフェンスではリムランやストレッチからの3Pで得点を重ねる。ディフェンスでは、リムプロテクターとしてブロックシュートを連発する。

### その他
コート内外で一貫した努力と信仰を体現する姿勢が評価され、シンシナティ大学では「Slim Preacher」という愛称だった。

## B3リーグ・スタッツ
| シーズン   | チーム | GP | GS | MPG   | FG%   | 3P%   | FT%   | RPG   | APG  | SPG  | BPG  | TO   | PPG   |
| ---------- | ------ | -- | -- | ----- | ----- | ----- | ----- | ----- | ---- | ---- | ---- | ---- | ----- |
| B3 2023-24 | 品川   | 51 | 47 | 30.06 | 53.5% | 41.9% | 74.5% | 8.75  | 1.59 | 0.69 | 3.10 | 1.20 | 10.63 |
| B3 2024-25 | 品川   | 52 | 49 | 32.04 | 51.8% | 26.5% | 67.3% | 10.04 | 1.85 | 0.79 | 3.33 | 0.94 | 13.13 |

## 海外リーグ・スタッツ
| シーズン      | チーム                 | GP | GS | MPG   | FG%   | 3P%   | FT%   | RPG  | APG  | SPG  | BPG  | TO   | PPG   |
| ------------- | ---------------------- | -- | -- | ----- | ----- | ----- | ----- | ---- | ---- | ---- | ---- | ---- | ----- |
| SVK-1 2023-24 | BKイスクラ・スヴィット | 35 | 35 | 36.59 | 58.7% | 29.2% | 84.2% | 8.91 | 1.83 | 0.83 | 2.80 | 1.29 | 14.06 |

## カレッジ・スタッツ
| シーズン     | チーム                               | GP | GS | MPG  | FG%   | 3P%   | FT%   | RPG | APG | SPG | BPG | TO  | PPG  |
| ------------ | ------------------------------------ | -- | -- | ---- | ----- | ----- | ----- | --- | --- | --- | --- | --- | ---- |
| NCAA 2017-18 | アーカンソー中央大学                 | 34 | 30 | 25.2 | 45.4% | 33.0% | 62.7% | 5.3 | 0.9 | 0.4 | 3.1 | 1.6 | 8.7  |
| NCAA 2018-19 | アーカンソー中央大学                 | 33 | 33 | 28.9 | 47.8% | 36.1% | 80.2% | 6.3 | 1.1 | 0.4 | 2.2 | 1.8 | 12.5 |
| NCAA 2019-20 | アーカンソー中央大学                 | 31 | 31 | 32.8 | 45.9% | 32.6% | 73.1% | 7.6 | 1.5 | 0.6 | 3.1 | 2.4 | 12.2 |
| NCAA 2020-21 | ノースカロライナ大学グリーンズボロ校 | 30 | 9  | 19.6 | 46.8% | 31.3% | 79.6% | 3.8 | 0.5 | 0.3 | 2.2 | 0.3 | 7.0  |
| NCAA 2021-22 | シンシナティ大学                     | 33 | 2  | 12.1 | 37.2% | 26.2% | 66.7% | 3.0 | 0.3 | 0.2 | 0.8 | 0.1 | 3.1  |